# Pepijn Bierenbroodspot
Pepijn Bierenbroodspot (Amsterdam, 21 oktober 1965) is een Nederlandse presentator en voice-over bij de televisiezender SBS6. Hij is de zoon van oud-omroepster Marianne Bierenbroodspot.

## Loopbaan
Bierenbroodspot behaalde een propedeuse Politicologie en studeerde vervolgens af in de Communicatiewetenschap aan de Universiteit van Amsterdam. Tijdens zijn studie was Bierenbroodspot lid van dispuut H.E.B.E. van het Amsterdamsch Studenten Corps. Na zijn studie ging Bierenbroodspot werken bij de voormalige Nederlandse televisiezender TV 10 Gold en was hij redacteur en nieuwslezer bij de radiostations Noordzee FM en Radio 10 Gold.
Van mei 1996 tot en met augustus 2005 was hij als zenderstem verbonden aan SBS6. Bierenbroodspot schreef zelf zijn teksten.
Van 2003 tot en met 2016 presenteerde Bierenbroodspot het documentaireprogramma Reportage. In 2025 gaat hij radiomaken op Curaçao bij Paradise FM.
Op 26 februari 2009 heeft hij de AKO Nieuwe schrijversprijs 2008-2009 gewonnen. Zijn roman Femplex gaat over twee mensen uit de entertainmentwereld die wanhopig veel van elkaar houden, maar die niet in staat zijn bij elkaar te blijven. Het boek speelt zich af tegen het decor van Amsterdam en Curaçao.